# مثلث شیشه‌ای
مثلث شیشه‌ای نام برنامه‌ای است که از ۱۵ اردیبهشت ۱۳۸۷ از شبکهٔ تهران با اجرای رضا رشیدپور پخش شد. این برنامه ادامه برنامه‌های شب شیشه‌ای و عبور شیشه‌ای بود که از همین شبکه پخش شده بود.
در هر یک از بخش‌های این برنامه با یکی از شخصیت‌های مهم اجتماعی، سیاسی یا ورزشی مصاحبه می‌شد.
نهایتاً پس از پخش ۳۵ قسمت از این سری برنامه، پخش آن به ناگاه متوقف شد. در حالیکه بنا به اعلام مدیران صداوسیما قرار بود تا پایان تابستان ادامه یابد.
به گفته رشید پور درخواست‌های مکرر از مدیران دولتی برای شرکت در برنامه صورت گرفته‌است، اما آنان خودداری کردند.

## برنامه‌های جنجالی
مصاحبه با علی دایی، فیروز کریمی، مهران مدیری، محمد هاشمی رفسنجانی، دانش جعفری (وزیر اقتصاد دولت احمدی‌نژاد)، علی شمخانی (وزیر دفاع دولت خاتمی) و علی عبدالعلی زاده (وزیر مسکن دولت خاتمی) از مصاحبه‌های جنجالی در این برنامه بود.

### علی عبدالعلی زاده
وی در انتقاد از سیاست‌های دولت احمدی‌نژاد در بخش مسکن گفت:
مگر حرفهای سال ۸۴ یادمان رفته که بورس کشور را متلاشی کرد، بالاخره مردم ما آنقدر کم حافظه نیستند که اینها را فراموش کنند، ما جنایت‌های نادر را به یاد داریم. فکر می‌کنید حرفهای دو سال قبل را از یاد می‌بریم؟ ما جنایت‌های صدام را به یاد داریم، هجده سال قبل. الان می‌آییم حرفهای دو سال قبل را از یاد می‌بریم که می‌گویند بورس عامل فساد است و بورس فلان است، خب بورس که پول جذب نکرده، الان که دارند خصوصی می‌سازند کارخانه دولت را می‌فروشند کی می‌خرد؟ خود شرکت‌ها، خود بانک ها"

وی همچنین خاطر نشان کرد:
هنگام آمدن من به وزارت مسکن در سال ۷۶ زمین در سعادت آباد متری ۵۰۰ هزار تومان بود و در شهریور ۸۴ که من از وزارت مسکن خارج شدم قیمت همان زمین ۹۵۰ هزار تومان بود. یعنی دو برابر در ۸ سال که در این مدت فروش تراکم در شهرداری تهران هم باعث بالا رفتن قیمت شده بود؛ اما اکنون بعد از ۳ سال قیمت همان زمین متری ۵ میلیون تومان است. یعنی ۵ برابر در ۳ سال."

### علی شمخانی
دریابان شمخانی در یکی از برنامه‌ها حضور یافت. وی برای اولین بار به عنوان یکی از مقامات بلندپایه نظامی جمهوری اسلامی گفت که بنی صدر در جنگ خیانت نکرد. سخنان وی انتقاد جناح راست را برانگیخت.

### فیروز کریمی
فیروز کریمی یکی از میهمانان این برنامه بود. در بخش انتهایی برنامه هنگامی که رشیدپور از وی خواست تا نظر خود را پیرامون علی‌آبادی رئیس سازمان تربیت بدنی و معاون احمدی‌نژاد بیان کند وی گفت:
 علی‌آبادی جناب آقای علی‌آبادی موفق، مدیر، مدبر و کاربلد در شهرداری، حالا در قسمت ورزششو اجازه بدید بعد از دوران ورزش بگیم چون اینجوری تشخص میشه.
این پاسخی بود که رشیدپور مجری برنامه هر چه تلاش کرد نتوانست خنده‌اش را مهار کند.
این مصاحبه برای وی دردسر ساز شد و شایع شد که از مربیگری استقلال اهواز کنار گذاشته شده‌است.